# Liste der Fauna-Flora-Habitate in Solingen
Diese Aufstellung listet alle gemäß der Richtlinie 92/43/EWG ausgewiesenen Fauna-Flora-Habitate in Solingen auf. Sie sind Teil des Verbundnetzes Natura 2000. Namen und Gebietsnummern entsprechen den amtlichen Bezeichnungen, Stand ist der 1. Januar 2011.
| Gebiets-Nummer | Gebietsname                        | Fläche  | BfN-ID   | WDPA-ID   | EEA-ID    | Anmerkung |
| -------------- | ---------------------------------- | ------- | -------- | --------- | --------- | --- |
| DE-4807-303    | Naturschutzgebiet Ohligser Heide   | 136 ha  | 4807-303 | 555520146 | DE4807303 | Entspricht einen Teilbereich des Naturschutzgebiet Ohligser Heide (SG-001) |
| DE-4708-302    | Naturschutzgebiet Teufelsklippen   | 7,22 ha | 4708-302 | 555520015 | DE4708302 | Entspricht einem Teilbereich des Naturschutzgebiet Steinbachtal mit Teufelsklippen (SG-004) |
| DE-4808-301    | Wupper von Leverkusen bis Solingen | 556 ha  | 4808-301 | 555520148 | DE4808301 | Entspricht Teilen der Naturschutzgebiet Wupper (LEV-014), Naturschutzgebiet Wupperhang mit Henkensiepen und Hüscheider Bachtal (LEV-006), Naturschutzgebiet Wupperhänge mit Seitensiefen und der Wupper nördlich Witzhelden und Leichlingen (GL-046), Naturschutzgebiet Tal- und Hangbereiche der Wupper mit Seitenbächen (SG-002) und Naturschutzgebiet Wupper und Wupperhänge südlich Müngsten (RS-019) |